# William Wordsworth Fisher
William Wordsworth Fisher (26 mars 1875 – 24 juin 1937) est un officier de la Royal Navy qui commande un cuirassé lors de la bataille du Jutland et devient commandant en chef de la flotte méditerranéenne.

## Carrière navale
Fisher est né à Blatchington dans le Sussex, fils de l'historien Herbert William Fisher et de son épouse Mary Louisa Jackson (1841-1916). Il rejoint la Royal Navy en 1888 et s'entraîne sur le HMS Britannia.
En tant qu'aspirant, il sert dans HMS Raleigh, vaisseau amiral de l'escadron du Cap de Bonne-Espérance et de l'Afrique de l'Ouest, pendant trois ans de 1890 à 1893, avant de rejoindre HMS Calypso dans l'escadron d'entraînement. Après des examens et cours, et désormais sous-lieutenant, il rejoint le croiseur HMS Hawke dans la flotte méditerranéenne en janvier 1896. Il le quitte comme lieutenant avec des rapports très appréciés de ses capitaines.
Il rejoint le cours d'artillerie, pour une première année au Royal Naval College de Greenwich, le 14 septembre 1898. La deuxième année du cours se déroule à Whale Island et la troisième et dernière année dans une école d'artillerie, qui pour Fisher est Whale Island. Il rejoint le cuirassé pré-dreadnought moderne HMS Canopus, en tant que lieutenant d'artillerie à Malte en novembre 1901. Au milieu de l'année 1903, il est de nouveau à terre, parmi les cadres supérieurs de l'école d'artillerie de Cambridge à Devonport et cela est suivi, le 1er janvier 1904, par une nomination comme officier supérieur d'état-major à Whale Island. Cette nomination aurait normalement conduit à ce qu'il devienne premier lieutenant de Whale Island, mais Fisher s'est brouillé avec le capitaine Percy Scott (en), le célèbre expert en artillerie commandant alors « The Island ».
Néanmoins, il est choisi par le capitaine Arthur Leveson, capitaine de pavillon de l'amiral William May, comme premier lieutenant d'artillerie du nouveau vaisseau amiral de la flotte de l'Atlantique, HMS King Edward VII qu'il rejoint en janvier 1905. Il noue une amitié solide et durable avec Dudley Pound au cours de ses dix-huit mois à bord, quittant le navire peu de temps après sa sélection pour une promotion anticipée au grade de commandant, enfilant son « chapeau de laiton » le 30 juin 1906, à l'âge de 31 ans.
Sa première nomination avec trois bandes, en septembre 1906, est en tant que Commandant en second du cuirassé pré-dreadnought HMS Albemarle, vaisseau amiral de la flotte du contre-amiral de l'Atlantique, bientôt commandé par le capitaine Robert Falcon Scott et battant pavillon du contre-amiral John Jellicoe. Son succès à bord le conduit à rejoindre, dans le même poste, en juin 1908, le nouveau croiseur de bataille HMS Indomitable, équipé pour emmener le prince de Galles au Canada pour une visite de sept jours. Il est ensuite commandant de pavillon - conseiller en artillerie - auprès du commandant en chef de la Home Fleet, son ancien amiral en chef William May, sur le nouveau cuirassé HMS Dreadnought où il développe des tactiques de tir. Lorsque l'amiral May est nommé commandant en chef de Plymouth, au printemps 1911, Fisher devient son commandant de pavillon, un poste qui lui permet de vivre chez lui avec sa nouvelle épouse, parcourant les quatre miles à vélo pour se rendre au travail. Puis il rejoint le nouveau croiseur de bataille HMS Princess Royal, à Vickers, et Barrow-in-Furness, mais, avant sa mise en service, il le quitte, étant promu, à l'âge de 37 ans, capitaine le 1er juillet 1912.
"WW", comme on l'appelait, rejoint le cuirassé HMS St Vincent, portant le drapeau du contre-amiral Somerset Gough-Calthorpe, le 10 décembre 1912. En 1916, il est un « navire privé » (ne battant pas le pavillon d'un amiral) et, pendant la première partie de son service pendant la Première Guerre mondiale, il est toujours capitaine du St Vincent et avec lui à la bataille du Jutland. Il commande ce cuirassé pendant trois ans et cinq mois et devient directeur de la division anti-sous-marine de l'Amirauté en mai 1917, où il reste jusqu'en janvier 1919, après avoir supervisé une multitude de nouvelles inventions pour vaincre la menace sous-marine ennemie.
Il est nommé capitaine du cuirassé HMS Iron Duke le 2 janvier 1919, le navire rejoint bientôt la flotte méditerranéenne. Là, son initiative est mise à profit dans des situations diplomatiques et politiques difficiles en Turquie, en Égypte et en mer Noire. En août 1919, l'Iron Duke devient le vaisseau amiral du nouveau commandant en chef de la flotte méditerranéenne, l'amiral John de Robeck et il demande à Fisher d'être son chef d'état-major, avec le rang de commodore de 2e classe. Il accompagne de Robeck au même poste dans la flotte de l'Atlantique en 1922, d'abord comme commodore de 1re classe puis comme contre-amiral.
Il devient contre-amiral dans le 1er escadron de combat de la flotte méditerranéenne en 1924 pendant un an, puis passe dix mois au chômage, à demi-solde, avant de prendre la direction du renseignement naval pendant huit mois, sous le mandat du contre-amiral Alan, pendant la maladie de Hotham. Il est nommé Quatrième Sea Lord et Chef des approvisionnements et des transports en 1927 et promu vice-amiral en janvier 1928. Il est nommé chef d'état-major adjoint de la marine en 1928, supervisant une période d'économie navale. Il devient commandant du 1er Escadron de combat et commandant en second de la flotte méditerranéenne, hissant son drapeau sur le cuirassé HMS Revenge, à Marseille, en octobre 1930.
Après un répit de six mois en Angleterre, à partir d'avril 1932, il est promu amiral et devient commandant en chef de la flotte méditerranéenne, hissant son drapeau sur le cuirassé HMS Resolution, le 31 octobre 1932. Pendant plus d'une décennie en tant qu'officier général de la flotte méditerranéenne, il développe une grande affection pour Malte. Il passe le commandement fin mars 1936 et devient commandant en chef de Portsmouth, hissant son drapeau à bord du HMS Victory le 7 juillet 1936. Après le Revue navale et le King's Birthday Review, sur Southsea Common, il meurt en fonction, alors qu'il est en permission dans le pays, après un peu moins d'un an en poste, fin juin 1937.

## Famille
Fisher épouse Cecilia Warre-Cornish (1er mai 1886 - 30 janvier 1965), fille de Francis Warre-Cornish, le 21 décembre 1907. Leur fille Cecilia Rosamund Fisher (22 novembre 1909-1991) épouse le capitaine Richard Coleridge, 4e baron Coleridge (1905-1984) de la Royal Navy le 28 août 1936 ; ils ont deux fils. Une autre fille, Horatia Mary Fisher épouse le capitaine de groupe Geoffrey Mungo Buxton (1906-1979), petit-fils maternel du 3e comte de Verulam, et a trois filles survivantes.
Fisher est le frère de Herbert Fisher, Edmund Fisher, Charles Dennis Fisher (en), Florence Henrietta Darwin et Adeline Vaughan Williams. Sa sœur Cordelia Fisher est l'épouse de l'auteur, critique et journaliste Richard Curle (en) et est la mère de l'universitaire Adam Curle (en).
Il est apparenté à la famille Stephen et, en 1910, il commande alors HMS Dreadnought est ciblé dans le canular du Dreadnought par Adrian Stephen, sa sœur Virginia Stephen (plus tard Virginia Woolf) et d'autres.